# یوستین سالاس
یوستین سالاس (اسپانیایی: Youstin Salas‎؛ زادهٔ ۱۷ ژوئن ۱۹۹۶) بازیکن فوتبال اهل کاستاریکا است.
وی همچنین در تیم‌های ملی فوتبال زیر ۱۷ سال کاستاریکا و کاستاریکا بازی کرده‌است.